# Conejo en el sombrero
Conejo en el sombrero es el sexto álbum de estudio de la banda de rock mexicana La Gusana Ciega, lanzado al mercado el 27 de mayo de 2011.
En su lanzamiento, el álbum pudo ser adquirido de forma digital y en físico sólo en presentaciones de la banda. Este disco está compuesto por nueve canciones entre las que se encuentran los sencillos «Asimétrica» y «Conejo en el Sombrero». El 23 de mayo de 2011, durante el programa de Telehit, "México Suena" Germán Arroyo baterista de la banda, declaró haber realizado, con esta placa, la producción más ambiciosa hasta el momento y siendo el disco favorito de la La Gusana Ciega. 

## Lista de canciones
1. Entra en el agua - 3:45
2. Conejo en el sombrero - 4:36
3. Domingo generacional - 2:55
4. Ella estrella - 3:53
5. Castillo en la Luna - 3:55
6. Asimétrica - 4:07
7. Te entregas - 4:41
8. Dolor de huevos (con. Jessy Bulbo) - 3:11
9. Princesa y el dragón - 4:19

## Producción
- Producido y grabado por: La Gusana Ciega en Naranjada Estudio.

- Datos: Q5782639